# ウンベルト1世総合病院

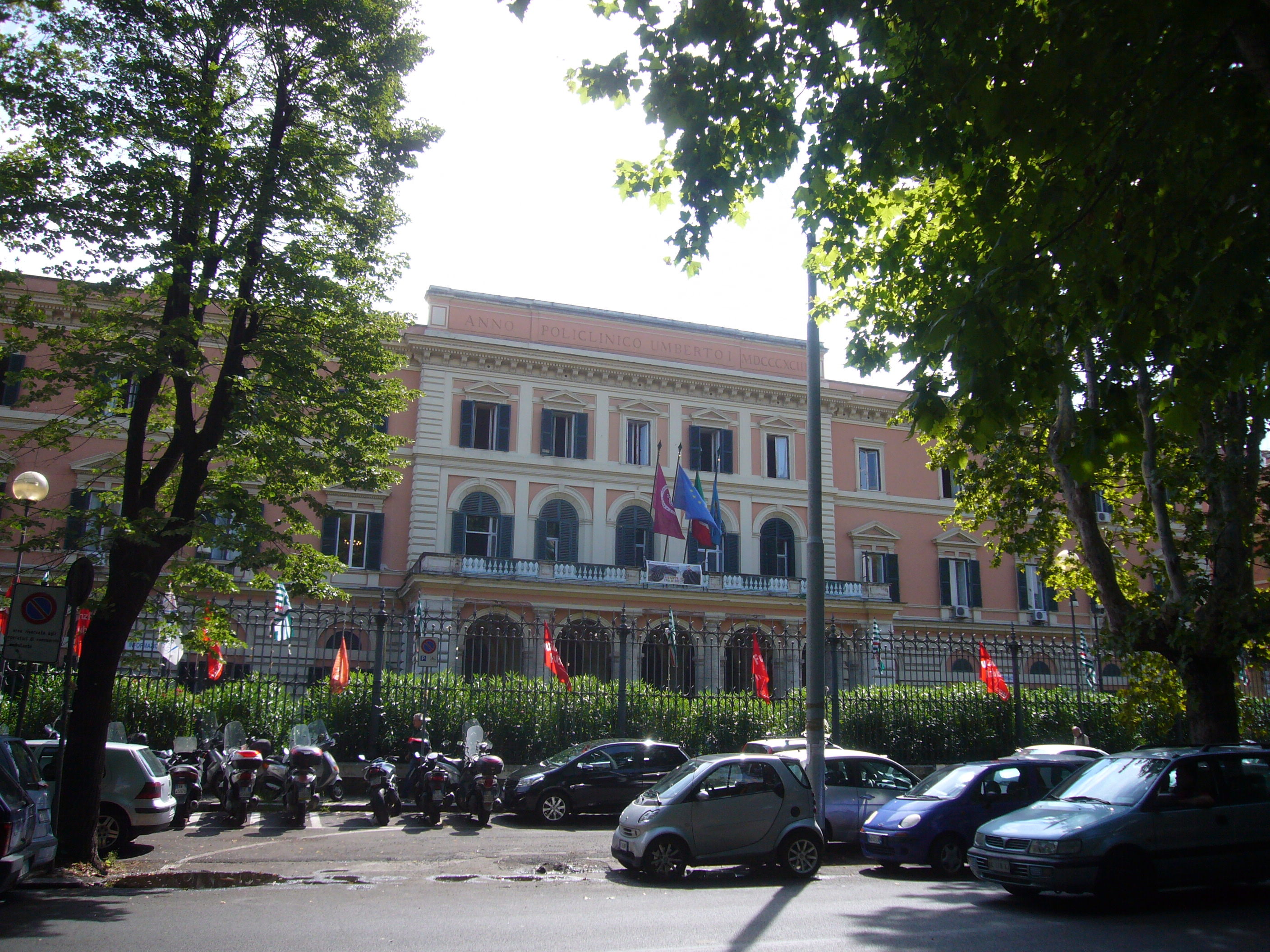
ウンベルト1世総合病院

ウンベルト1世総合病院 (Policlinico Umberto I) は、イタリアのローマにある、ローマ大学医学部付属の総合病院（大学病院）。1902年に設立された、イタリア最大級の公立病院であり、病床数はボローニャのサントルソラ＝マルピーギ総合病院に次ぎ国内2位である。
病院の設立は、1883年に医師であり政治家でもあったグイード・バチェッリおよびフランチェスコ・デュランテによって提言された。病院の名前は、イタリア国王ウンベルト1世（在位：1878年 - 1900年）にちなむ。病院の最寄り駅はローマ地下鉄B線のポリクリーニコ駅。